# 弘治 (日本)
弘治（）は、日本の元号の一つ。天文の後、永禄の前。1555年から1558年までの期間を指す。この時代の天皇は後奈良天皇、正親町天皇。室町幕府将軍は足利義輝。

## 改元
- 天文24年10月23日（ユリウス暦1555年11月7日） 戦乱などの災異のため改元
- 弘治4年2月28日（ユリウス暦1558年3月18日） 永禄に改元

## 弘治年間におきた出来事
- 弘治元(1555)年
  - 10月、毛利元就、陶晴賢を安芸厳島で破る（厳島の戦い。ただしこの時点では改元前で、元号は天文24年）。
- 弘治2(1556)年
  - 4月、美濃国の大名斎藤義龍、長良川の戦いにて父の斎藤道三を討ち取る。（道三崩れ）
- 弘治3(1557)年
  - 信濃国川中島において甲斐国の武田晴信（信玄）と越後国の長尾景虎（上杉謙信）の軍勢が衝突（第三次川中島の戦い）

### 出生
- 元年
  - 11月27日（1556年1月8日）- 上杉景勝。豊臣政権の五大老で江戸時代の出羽国米沢藩初代藩主（+1623年）

- 2年
  - 1月6日（1556年2月16日）- 藤堂高虎。武将・大名。江戸時代の伊勢国津藩初代藩主（+1630年）
  - （1556年、月日不明）-片桐且元。武将・大名。賤ヶ岳の七本槍の1人、江戸時代の初代大和国竜田藩主（+1615年）

- 3年
  - (1557年、月日不明) -仁科盛信。武将。

### 死去
- 元年閏10月10日（1555年11月23日） 太原雪斎、駿河国の禅僧（明応5年出生）
- 元年閏10月29日（1555年12月12日） 武野紹鷗、堺の茶人（文亀2年出生）
- 元年11月6日（1555年12月18日） 諏訪御料人、武田信玄の側室で武田勝頼の生母（享禄3年出生か?）
- 2年4月20日（1556年5月28日） 斎藤道三、美濃国の戦国大名（明応3年出生か?）

## 西暦との対照表
※は小の月を示す。
| 弘治元年（乙卯） | 一月      | 二月※ | 三月※ | 四月  | 五月※ | 六月  | 七月※   | 八月  | 九月  | 十月※ | 閏十月※ | 十一月   | 十二月    |
| ---------------- | --------- | ----- | ----- | ----- | ----- | ----- | ------- | ----- | ----- | ----- | ------- | -------- | --------- |
| ユリウス暦       | 1555/1/23 | 2/22  | 3/23  | 4/21  | 5/21  | 6/19  | 7/19    | 8/17  | 9/16  | 10/16 | 11/14   | 12/13    | 1556/1/12 |
| 弘治二年（丙辰） | 一月      | 二月※ | 三月※ | 四月  | 五月※ | 六月※ | 七月    | 八月  | 九月※ | 十月  | 十一月  | 十二月   |           |
| ユリウス暦       | 1556/2/11 | 3/12  | 4/10  | 5/9   | 6/8   | 7/7   | 8/5     | 9/4   | 10/4  | 11/2  | 12/2    | 1557/1/1 |           |
| 弘治三年（丁巳） | 一月※     | 二月  | 三月※ | 四月※ | 五月  | 六月※ | 七月※   | 八月  | 九月※ | 十月  | 十一月  | 十二月   |           |
| ユリウス暦       | 1557/1/31 | 3/1   | 3/31  | 4/29  | 5/28  | 6/27  | 7/26    | 8/24  | 9/23  | 10/22 | 11/21   | 12/21    |           |
| 弘治四年（戊午） | 一月      | 二月※ | 三月  | 四月※ | 五月※ | 六月  | 閏六月※ | 七月※ | 八月  | 九月※ | 十月    | 十一月   | 十二月    |
| ユリウス暦       | 1558/1/20 | 2/19  | 3/20  | 4/19  | 5/18  | 6/16  | 7/16    | 8/14  | 9/12  | 10/12 | 11/10   | 12/10    | 1559/1/9  |